# Klinikum Bremerhaven

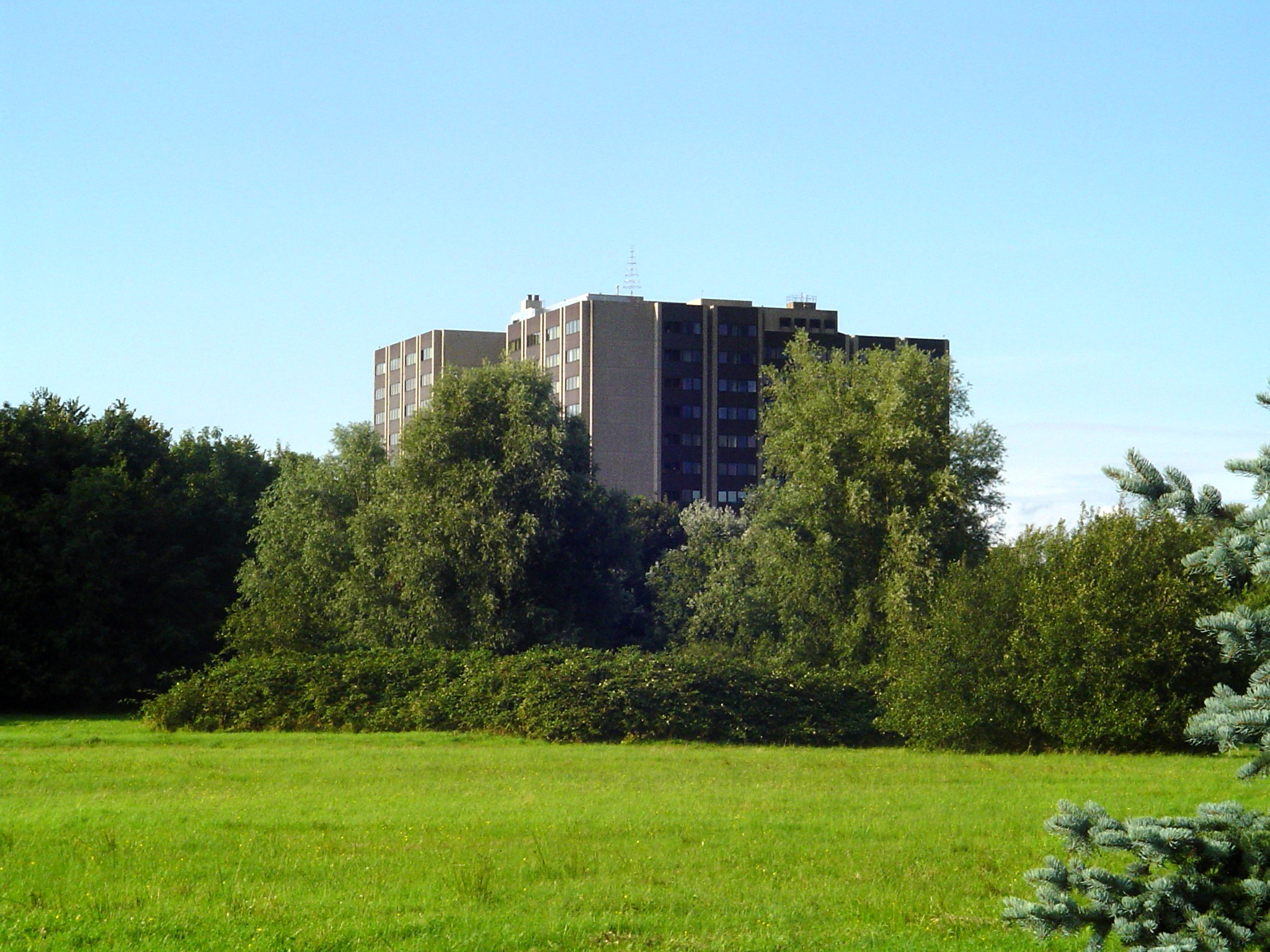
Klinikum Bremerhaven Reinkenheide im ursprünglichen Zustand vor der Erneuerung der Außenfassade.

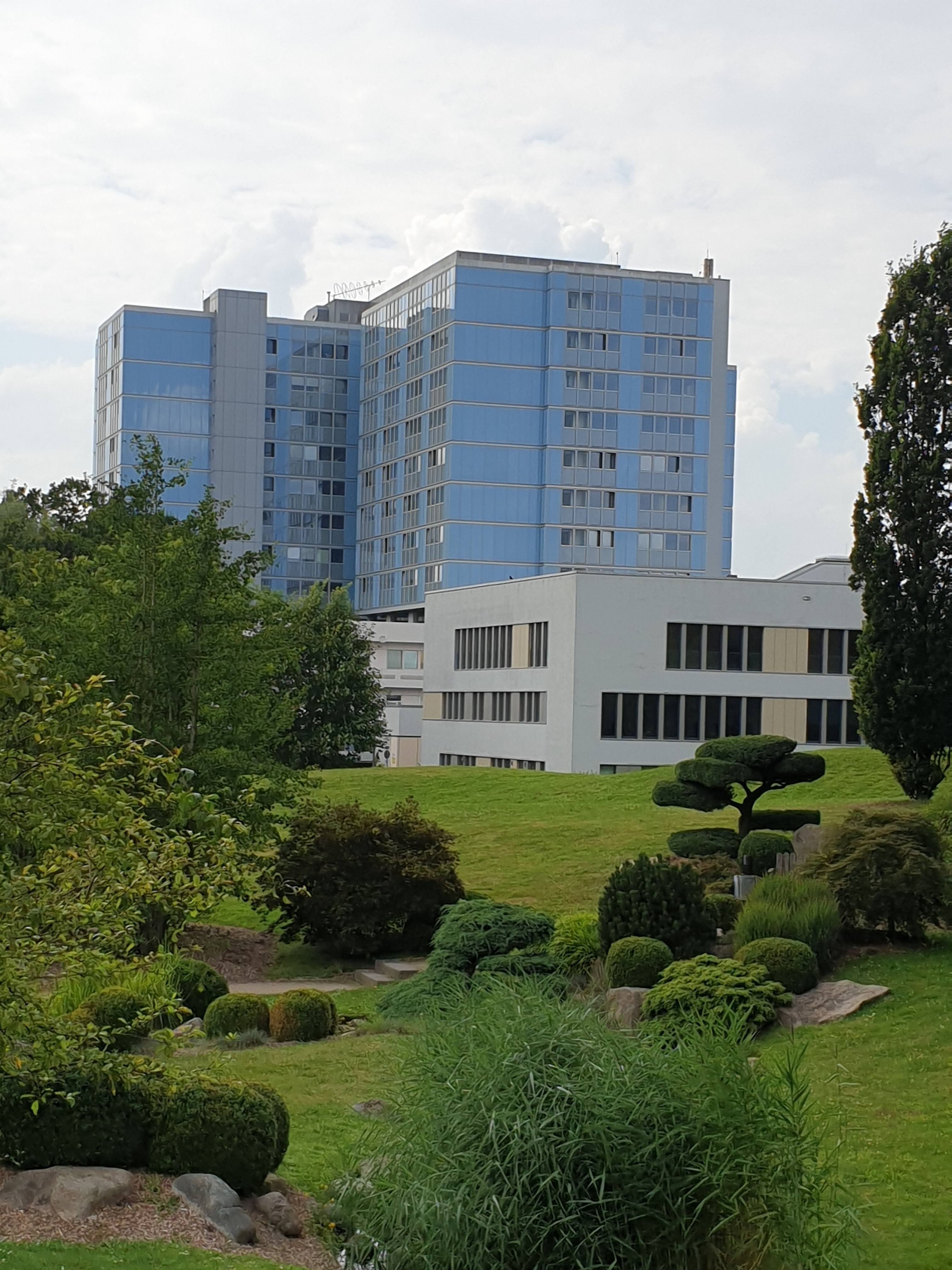
Klinikum Bremerhaven Reinkenheide in der heutigen Fassade von der Parkanlage im Osten betrachtet.

Das Klinikum Bremerhaven, Eigenname Klinikum Bremerhaven-Reinkenheide gGmbH (KBR), bis 2005 bekannt als Zentralkrankenhaus Reinkenheide, ist ein Krankenhaus in Bremerhaven-Schiffdorferdamm. Mit etwa 2500 Beschäftigten und über 800 Betten ist es das größte Klinikum der Region. Es ist Akademisches Lehrkrankenhaus der Universität Göttingen. 2008 bekam es das Gütesiegel Energiesparendes Krankenhaus.

## Geschichte
Da die städtischen Krankenhäuser Mitte von 1882 und Lehe von 1906 räumlich nicht mehr den Erfordernissen einer zeitgemäßen Klinik der 1970er-Jahre entsprachen und die Sanierungen der alten Krankenhausbauten unwirtschaftlich war, wurde ein neuer Klinikbau errichtet, der der größte im Land Bremen nach 1945 wurde. Am 10. November 1972 wurde für das Zentralkrankenhaus Reinkenheide (ZKH) der Grundstein gelegt und am 5. Juni 1974 das Richtfest gefeiert. Am 28. Juni 1976 eröffnete das 13-geschossige Krankenhaus seinen Betrieb. Die Baukosten von 150 Mio. DM trugen das Land Bremen und die Stadt Bremerhaven. Neu eingerichtet wurden für Bremerhaven an diesem Standort die Neurologie, die Neurochirurgie, die Kieferchirurgie und die Hämodialyse.
Anfang 1998 wurde damit begonnen, das Haus umzugestalten. 2010 wurde der neue Psychiatrie-Funktionsanbau eröffnet, 10 Jahre später  wurde im Januar das Behandlungszentrum für Psychiatrie, Psychotherapie und Psychosomatik abermals erweitert. Der Anbau schaffte Platz für weitere 20 Betten.
Der Gebäudekomplex des Krankenhauses wurde 2013 mit dem Ärztehaus ergänzt, in dem sich ein großer Teil des Medizinischen Versorgungszentrums mit mehreren Arztpraxen und dem Zentrum für Ambulante Rehabilitation Reinkenheide befindet.
Anfang Dezember 2018 wurde die neue Hubschrauberlandeplattform offiziell von der bremischen Luftfahrtbehörde in Betrieb genommen. Die offizielle Einweihungsfeier fand am 21. Mai 2019 statt. Die Baukosten lagen bei 6,18 Mio. Euro. Der Landeplatz ist für ein maximales Landegewicht von 12 Tonnen ausgelegt, so dass auch größere Hubschrauber wie die Seaking der Bundeswehr oder aus dem Offshorebereich dort landen können.
Zum 1. Januar 2020 übernahm das Klinikum Bremerhaven-Reinkenheide den Versorgungsauftrag für die Pädiatrie und die Neonatologie. Im Januar 2020 wurde der Erweiterungsanbau des Behandlungszentrums für Psychiatrie, Psychotherapie und Psychosomatik in Betrieb genommen.   Mit dem Haus K wurde im Sommer 2024 ein weiterer Ergänzungsbau eröffnet, in dem sich die Kinderklinik sowie die Kardiologie mit Herzkatheterlaboren und Bettenstationen inklusive Überwachungseinheit befinden.

## Fachgebiete
- Klinik für Geburtshilfe
- Klinik für Gynäkologie
- Hautklinik (Klinik für Dermatologie, Allergologie und Phlebologie)
- HNO-Klinik (Klinik der Hals-Nasen-Ohrenheilkunde)
- Klinik für Anästhesiologie und Operative Intensivmedizin
- Klinik für Allgemein-, Viszeral-, Thorax- und Gefäßchirurgie
- Klinik für Neurochirurgie
- Klinik für Radio-Onkologie
- Klinik für Unfall- und Handchirurgie, Orthopädie
- Behandlungszentrum für Psychiatrie, Psychotherapie und Psychosomatik
- Kinderklinik (Klinik für Kinder- und Jugendmedizin)
- Klinik für Gastroenterologie, Pneumologie, Onkologie, Diabetologie (ehemals Medizinische Klinik I – Innere Medizin)
- Klinik für Kardiologie, Nephrologie, Dialyse (ehemals Medizinische Klinik II – Innere Medizin)
- Klinik für Akutgeriatrie und geriatrische Frührehabilitation (ehemals Medizinische Klinik III – Innere Medizin)
- Neurologische Klinik mit Stroke Unit und Memory Clinic
- Zentrale Notaufnahme, Klinik für Akut- und Notfallmedizin

## Sektionen
- Gefäßchirurgie
- Nephrologie und Dialyse
- Orthopädie
- Plastische und Ästhetische Chirurgie

## Tageskliniken
- Neurologische Tagesklinik
- Geriatrische Tagesklinik
- Psychiatrische Tagesklinik
- Dermatologische Tagesklinik
- Onkologische Tagesklinik
- Dialyse

## Medizinische Zentren
- Alterstraumatologisches Zentrum (ATZ, zertifiziert durch die DGG)
- Brustzentrum (zertifiziert durch die DKG)
- Darmzentrum
- Hautkrebszentrum (zertifiziert durch die DKG)
- Kopf-Zentrum
- Multiple-Sklerose-Zentrum (zertifiziert durch die DMSG)
- Pankreaskrebszentrum
- Polytrauma-Zentrum
- Wundzentrum (zertifiziert durch die ICW)

## Institute
- Institut für Laboratoriums- und Transfusionsmedizin
- Institut für Diagnostische und Interventionelle Radiologie, Neuroradiologie

## Rehabilitation/Physiotherapie
- Zentrum für Ambulante Rehabilitation Reinkenheide (ZARR)
- Stationäre Physiotherapie

## Funktionsbereiche
- Apotheke
- Blutspendedienst
- Herzkatheterlabor
- Nuklearmedizin
- Krankenhaushygiene

## Ausbildung
Das Klinikum Bremerhaven-Reinkenheide ist einer der größten Ausbildungsbetriebe in Bremerhaven. Neben den Berufen aus dem Gesundheitswesen, beispielsweise Pflegefachpersonal (bis 2020 „Gesundheits- und Krankenpfleger“), medizinische Fachangestellter, Kaufmann im Gesundheitswesen, Bürofachkaufmann, werden im Klinikum auch Fachinformatiker und Hauswirtschafter ausgebildet.
Als akademisches Lehrkrankenhaus der Universität Göttingen werden zudem Studierende der Medizin auf ihrem Weg zur ärztlichen Approbation mit ausgebildet.

### Pflegeakademie
Die Pflegeakademie Seestadt Bremerhaven am Klinikum Bremerhaven-Reinkenheide ist die älteste Krankenpflegeschule in Bremerhaven. Sie wurde 1952 als Krankenpflegeschule Seestadt Bremerhaven gegründet und ist in einem eigenen Gebäude direkt am KBR in der Postbrookstraße 91a untergebracht.
Seit 1952 haben an der Pflegeakademie Seestadt Bremerhaven insgesamt 2.047 Pflegefachpersonen erfolgreich ihr Examen abgelegt (Stand Juni 2022).

### Hebammenschule
Im Juli 2022 legte der letzte Kurs „Ausbildung zur Hebamme bzw. Entbindungspfleger“ an der Hebammenschule sein Abschlussexamen ab. Denn einer Entscheidung des EuGH folgend, wurde die Hebammenausbildung 2020 akademisiert. Das Klinikum Bremerhaven koordiniert die Praxiseinsätze der Praxismodule für die geburtshilflichen Kliniken im Land Bremen, welche im Rahmen des Bachelorstudiengangs Hebammen an der Hochschule Bremen absolviert werden müssen.

### Praktisches Jahr (PJ)
Pflicht- und Wahlfächer:
- Chirurgie
- Innere Medizin
- Anästhesiologie
- Dermatologie
- Gynäkologie und Geburtshilfe
- Hals-, Nasen-, Ohren-, Heilkunde
- Neurologie
- Neurochirurgie
- Psychiatrie
- Radiologie
- Strahlentherapie